# 布赫雷尔反应
布赫雷尔反应（德語：Bucherer-Reaktion），又称布赫雷尔-勒珀蒂反应，指萘酚在亚硫酸氢钠存在下与氨作用，转变成相应的萘胺。
这个反应最早是由法国化学家罗贝尔·勒珀蒂在1898年发现的，此后德国化学家汉斯·特奥多尔·布赫雷尔在1904年又独立发现此反应，发现了其可逆性，并将其应用到化学工业中。目前这个反应一般是称作布赫雷尔反应，但也有称作布赫雷尔-勒珀蒂反应。
这是一个可逆反应，也可以把胺变成酚。如果用伯胺或者仲胺与中间体四氢萘酮磺酸盐反应，则可制得二级或三级萘胺。

## 反应机理
首先是一个质子加到萘酚电子密度较高的C-2或C-4上，该质子化产物因有1a－1e的共振式而得到稳定。这个环脱芳构化的过程大约需要消耗104.6 kJ/mol的能量。
然后一个亚硫酸氢根离子加到质子化产物的C-3上，生成3a，3a经烯醇-酮互变异构得到更为稳定的酮式3b，3b即四氢萘酮-3-磺酸钠。这个中间体与胺按照羰基化合物-胺缩合反应，发生羰基亲核加成并失水，得到受共振稳定的正离子5a。5a发生去质子化可以得到亚胺5b或烯胺5c，这两种产物形成平衡。最后烯胺消除亚硫酸氢钠，重新芳构化，生成萘胺6。
总反应过程可用下图来表示：